# نواخت
نواخت (به انگلیسی: Tone) به استفاده از زیر و بم در زبان برای تشخیص معنای واژه یا دستور، یعنی برای تشخیص یا تصریف کلمات گفته می‌شود. همه‌ی زبان‌ها برای بیان عواطف و سایر اطلاعات پیرامون زبان از زیر و بم واژگان استفاده می‌کنند و تأکید، تضاد و دیگر ویژگی‌های این‌چنینی را در آنچه آهنگ نامیده می‌شود، ارائه می‌دهند؛ اما همه از نواخت شیبه به همخوان‌ها و واکه‌ها برای تشخیص واژگان یا صرف آنها استفاده نمی‌کنند. به زبان‌های این‌چنینی زبان‌های نواخت‌بر گفته می‌شود. زبان‌های نواخت‌بر در شرق و جنوب شرقی آسیا، اقیانوس آرام، آفریقا و آمریکا متداول هستند. حتی می‌توان گفت هفتاد درصد از زبان‌های جهان نواخت‌بر هستند.
زبان فارسی زبانی نواخت‌بر نیست اما در آن ویژگی نواخت‌بری به گونه‌ای محدود به‌کار می‌رود. یک نمونه مشهود از خاصیت نواخت‌بری واژگان در فارسی واژهٔ «گویا» است که بسته به نحوه ادای آن می‌توان معنی‌های «روان و سلیس» یا «انگار» را برداشت کرد. زبان چینی از مشهورترین زبان‌های نواخت‌بر است. در دیگر زبان‌های شرق آسیا همچون تایلندی، ویتنامی و بیشتر زبان‌های جنوب صحرای آفریقا همچون هوسه، ویژگی نواخت‌بر واژگانی یا دستوری به صورت گسترده به‌کار می‌رود.

## شیوه

نواخت‌های چهارگانه ماندارین معیار

بیشتر زبان‌ها از زیر و بم آهنگ واژگان برای انتقال نوا و کاربرد استفاده می‌کنند اما این ویژگی آن‌هارا نواخت‌بر نمی‌کند. در زبان‌های نواخت‌بر هر هجا یک زیر و بم ذاتی دارد و بدین ترتیب جفت‌های حداقل (یا مجموعه‌های بزرگتر) بین هجاها با همان ویژگی‌های بخشی (همخوان‌ها و واکه‌ها) اما نواخت‌های گوناگون وجود دارد.
برای نمونه چینی ماندارین ۵ نواخت دارد که به شرح زیر است:
- در نواخت اوّل هجا به صورت یکنواخت و کشیده تلفظ می‌شود.
- در نواخت دوّم، در هنگام تلفّظ هجا صدای فرد به صورت تدریجی به سمت بالا می‌رود.
- در نواخت سوّم صدای فرد ابتدا به سمت پایین سقوط می‌کند و سپس به سمت بالا اوج می‌گیرد.
- در نواخت چهارم هجا به صورت دفعی و ضربتی تلفّظ می‌شود.
- تلفّظ پنجم هم که به صورت استثنائی در برخی هجاها وجود دارد فاقد نواخت است و هجا به صورت معمولی بیان می‌شود.

به عنوان مثال هجای ma در نواخت اوّل معنی مادر را می‌دهد و بدین شکل نوشته می‌شود:(媽/妈). در نواخت دوّم معنای کَنَف را می‌دهد و بدین شکل نوشته می‌شود:(麻). در نواخت سوّم معنی اسب را می‌دهد و بدین شکل نوشته می‌شود:(馬/马). در نواخت چهارم معنای توامان سرزنش کردن و توهین کردن را می‌دهد و بدین شکل نوشته می‌شود:(罵/骂). در نواخت پنجم به عنوان جزء پایانی جمله سؤالی بکار می‌رود و جمله را سؤالی می‌کند و بدین شکل نوشته می‌شود:(嗎/吗).
| نماد  | پین‌یین | نوع           | معنی         |
| ----- | ------ | ------------- | ------------ |
| 妈/媽 | mā     | سطح بالا      | «مادر»       |
| 麻    | má     | خیز بالا      | «کنف»        |
| 马/馬 | mǎ     | افت-خیز پایین | «اسب»        |
| 骂/罵 | mà     | افت از بالا   | «سرزنش کردن» |
| 吗/嗎 | ma     | خنثی          | جزء پرسشی    |

این ویژگی در جمله نسبتاً متناقض زیر ترکیب می‌شود:
妈妈骂马的麻吗? / 媽媽罵馬的麻嗎?
پین‌یین: Māma mà mǎde má ma?
آی‌پی‌ای: /máma mâ màtə mǎ ma/
ترجمه: 'آیا مادر کنف اسب را سرزنش می‌کند؟'
یک زبان‌پیچان شناخته‌شدهٔ تایلندی به شرح زیر است:
ไหมใหม่ไหม้มั้ย.
آی‌پی‌ای: /mǎi mài mâi mái/
ترجمه: 'آیا ابریشم نو زاده شد؟'
یا در ویتنامی با این مورد روبه‌رو می‌شویم:
Bấy nay bây bày bảy bẫy bậy.
آی‌پی‌ای: [ɓʌ̌i̯ nai̯ ɓʌi̯ ɓʌ̂i̯ ɓa᷉i̯ ɓʌ̌ˀi̯ ɓʌ̂ˀi̯]
ترجمه: 'تو هر هفت تله را به نادرستی تنظیم کرده‌ای!'
در کانتونی نیز چنین موردی را داریم:
一人因一日引一刃一印而忍
جیوت‌پینگ: jat1 jan4 jan1 jat1 jat6 jan5 jat1 jan6 jat1 jan3 ji4 jan2
ترجمه: کسی به این دلیل تحمل می‌کند که یک روز چاقو و چاپ را معرفی خواهد کرد.